# لياندرو فيرنانديز دياز
لياندرو فيرنانديز دياز (20 سبتمبر 1985 في البرازيل - ) هو لاعب كرة قدم برازيلي في مركز الدفاع. لعب مع باوليستا ونادي أميريكانو ونادي غاما ونادي مس كرمان ونادي غريميو بارويري ونادي فيتوريا إي إس.

## وصلات خارجية
- لياندرو فيرنانديز دياز على موقع قاعدة بيانات كرة القدم.إي يو (الإنجليزية)
- لياندرو فيرنانديز دياز على موقع Soccerway.com (الإنجليزية)